# Jahir Barraza
Jahir Alejandro Barraza Flores (Delicias, Chihuahua, 17 de septiembre de 1990) es un futbolista mexicano que se desempeña como delantero. Actualmente juega en el Tepatitlán FC de la Liga de Expansión MX.

## Trayectoria
Lo debutó Benjamín Galindo con el Atlas en el Clausura 2011 al enviarlo al campo del Estadio Hidalgo en el minuto 62 por el brasileño Lucio Flavio. Con Atlas anotó un total de 24 goles en 92 partidos (la mayoría entrando de cambio), Para el Clausura 2015, se anunció su traspaso a Leones Negros.
 Con Leones no consigue ganarse la confianza del técnico Alfonso Sosa, tan solo disputó 9 encuentros, anotando solo en una ocasión. Para el Apertura 2015 es llevado al Necaxa en donde consigue tener regularidad en su primer torneo anotando un total de 6 goles en 14 partidos.

### Clubes
| Club                    | País        | Año           |
| ----------------------- | ----------- | ------------- |
| Atlas F.C.              | México      | 2011 - 2014   |
| U. de G.                | México      | 2015          |
| I.D. Necaxa             | México      | 2015 - 2016   |
| Atlas F.C.              | México      | 2016 - 2017   |
| Atlético San Luis       | México      | 2018          |
| Venados FC              | México      | 2018          |
| FF Jaro                 | Finlandia   | 2019          |
| Cimarrones de Sonora    | México      | 2020 - 2022   |
| Santa Tecla Fútbol Club | El Salvador | 2022          |
| Tepatitlán FC           | México      | 2023 - Actual |

### Campeonatos nacionales
| Título             | Club   | País   | Año  |
| ------------------ | ------ | ------ | ---- |
| Liga de Ascenso    | Necaxa | México | 2016 |
| Campeón de Ascenso | Necaxa | México | 2016 |

### Distinciones individuales
| Distinción                                     | Año  |
| ---------------------------------------------- | ---- |
| Goleador de la Copa MX Apertura 2013 (6 goles) | 2013 |